# Commins Menapi
Commins Menapi (Lata, 18 settembre 1977 – Honiara, 18 novembre 2017) è stato un calciatore e allenatore di calcio salomonese, di ruolo attaccante.

## Carriera

### Club
In carriera vestì le maglie di YoungHeart in Nuova Zelanda, Sydney United in Australia e Marist in patria.
Nella stagione 2006-2007 divenne il primo calciatore ad essere espulso in una finale del New Zealand Football Championship per un calcio al difensore dell'Auckland City Riki van Steeden, che si ruppe la gamba. Il Waitakere United perse per 3-2. 
Giocò poi la finale di OFC Champions League, vinta dal Waitakere United contro il Ba.
Si ritirò nel 2014.
È morto il 18 novembre 2017 all'età di 40 anni.

### Nazionale
Nazionale salomonese, è primatista di gol con la sua selezione. In una partita della Coppa delle nazioni oceaniane 2004 realizzò una doppietta nel 2-2 della sua squadra contro l'Australia, nell'unica gara che gli australiani non vinsero nella manifestazione. Il risultato consentì alle Isole Salomone di avanzare alla seconda fase del torneo a spese della Nuova Zelanda. In quella competizione Menapi mise a segno 4 reti in 6 partite.

## Palmarès

### Club

#### Competizioni nazionali
- Campionato neozelandese: 1

Waitakere Utd: 2007-2008

#### Competizioni internazionali
- OFC Champions League: 2

Waitakere Utd: 2007, 2007-2008

### Individuale
- Capocannoniere della OFC Champions League: 1

2007 (5 gol)